# Gregor Raggl
Gregor Raggl (* 8. Februar 1992 in Innsbruck) ist ein österreichischer Mountainbiker, der im Cross-Country aktiv ist.

## Sportlicher Werdegang
Seit dem Jahr 2000 fährt Raggl Mountainbike-Rennen, im Jahr 2010 wurde er Mountainbikeprofi. Seitdem gehört Raggl zu den besten Cross-Country-Fahrern Österreichs. Er gewann bisher viermal die Österreichischen Staatsmeisterschaften im olympischen Cross-Country XCO in der Elite und zweimal in der U23 sowie zweimal im Cross-country Short Track XCC und einmal im Cross-country Eliminator XCE. Auch im Mountainbike-Marathon stand er als Vizemeister bereits auf dem Podium.
Zu den besten Ergebnissen bei internationalen Titelkämpfen zählen Platz 18 bei den UCI-Mountainbike-Weltmeisterschaften 2017 und Platz 10 bei den UEC-Mountainbike-Europameisterschaften 2017 im XCO sowie Platz 9 im Eliminator bei den Weltmeisterschaften 2013. Im UCI-Mountainbike-Weltcup erzielte er im XCO in den Jahren 2017 und 2018 jeweils einen 17. Platz, einen 14. Platz im Short Track im Jahr 2020 sowie im Eliminator einen 7. Platz im Jahr 2014. 
Raggl nahm wiederholt an den Staatsmeisterschaften im Cyclocross teil und wurde von 2017 bis 2019 dreimal Staatsmeister; 2024 holte er den Titel zum vierten Mal.

## Erfolge
| 2012 - Österreichischer Staatsmeister (U23) – Cross-Country XCO 2014 - Österreichischer Staatsmeister (U23) – Cross-Country XCO 2015 - Österreichischer Staatsmeister – Cross-Country XCO 2016 - Österreichischer Staatsmeister – Eleminator XCE 2017 - Österreichischer Staatsmeister – Cross-Country XCO 2018 - Österreichischer Staatsmeister – Cross-Country XCO 2019 - Österreichischer Staatsmeister – Cross-Country XCO 2021 - Österreichischer Staatsmeister – Short Track XCC 2022 - Österreichischer Staatsmeister – Short Track XCC | 2009/2010 - Österreichischer Meister (Junioren) 2016/2017 - Österreichischer Staatsmeister 2017/2018 - Österreichischer Staatsmeister 2018/2019 - Österreichischer Staatsmeister 2023/2024 - Österreichischer Staatsmeister |